# Léon Huybrechts
Léon Florent Marie Huybrechts (Amberes, 11 de diciembre de 1876-Amberes, 9 de febrero de 1956) fue un deportista belga que compitió en vela en las clases 6 Metre y monotipo olímpico. Fue hermano del también regatista Louis Huybrechts.
Participó en cuatro Juegos Olímpicos de Verano entre los años 1908 y 1928, obteniendo tres medallas: plata en Londres 1908 (6 Metre), plata en Amberes 1920 (6 Metre) y oro en París 1924 (monotipo olímpico).

## Palmarés internacional
| Juegos Olímpicos | Juegos Olímpicos      | Juegos Olímpicos | Juegos Olímpicos       |
| Año              | Lugar                 | Medalla          | Clase                  |
| ---------------- | --------------------- | ---------------- | ---------------------- |
| 1908             | Londres (Reino Unido) | Medalla de plata | 6 Metre                |
| 1920             | Amberes (Bélgica)     | Medalla de plata | 6 Metre (sistema 1919) |

| Juegos Olímpicos | Juegos Olímpicos | Juegos Olímpicos | Juegos Olímpicos  |
| Año              | Lugar            | Medalla          | Clase             |
| ---------------- | ---------------- | ---------------- | ----------------- |
| 1924             | París (Francia)  | Medalla de oro   | Monotipo olímpico |